# Pilotrichella tenellula
Pilotrichella tenellula är en bladmossart som beskrevs av Kindberg 1891. Pilotrichella tenellula ingår i släktet Pilotrichella och familjen Meteoriaceae. Inga underarter finns listade i Catalogue of Life.